# Fang Xiaoru
Fang Xiaoru (ur. 1357, zm. 1402) – chiński historyk i uczony konfucjański, słynny z wierności cesarzowi Jianwenowi, którego był nauczycielem.
Fang Xiaoru był nauczycielem młodego cesarza Jianwena, jednak ten został w 1402 roku obalony przez swego stryja Yongle. Nowy cesarz zażądał od Fanga napisania mowy inauguracyjnej, jednak ten odmówił spełnienia rozkazu. Nie zmienił też zdania, gdy cesarz zagroził mu karą „wygubienia dziewięciu rodów”; w odpowiedzi na pogróżkę cesarza zaproponował mu „wygubienie dziesięciu rodów”. Ostatecznie cesarz rozkazał wymordować wszystkich krewnych historyka, a jako dodatkowy „ród” także jego uczniów i przyjaciół. Łącznie zginęły 872 osoby, których egzekucje Fang musiał osobiście obejrzeć, po czym sam został zgładzony.
Według legendy przed śmiercią własną krwią napisał znak 篡, co znaczy „uzurpator”.
Wobec tak znacznego oporu przeciw swojej władzy cesarz zdecydowało o ponownym utworzeniu zlikwidowanej przez jego ojca służby specjalnej, Jinyi Wei.